# بروتكتينيوم
البروتكتينيوم (وله الرمز Pa) هو عنصر كيميائي من عناصر الجدول الدوري وله عدد ذري 91.

## الصفات المميزة
البروتكتينيوم هو عنصر فلزي فضي ينتمى لمجموعة الأكتينيدات, وله لمعان فضي براق يحتفظ به لبعض الوقت في الهواء. كما أنه موصل فائق في درجات الحرارة الأقل من 1.4 K.

## الاستخدامات
نظرا لندرته الشديدة، وإشعاعيته العالية، وسميته فإنه لا توجد استخدامات حالية للبروتكتينيوم خارج نطاق البحث العلمي.
البروتكتينيوم-231, المتكون من إضمحلال الفا لليورانيوم-235, يمكن أن يساعد في التفاعل السلسلي النووي ويمكن في الأساس، أن يستخدم في بناء سلاح نووي. والكتلة الحرجة طبقا لوالتر سفايتز 750±180 كيلو جرام. بينما يعتقد بعض العلماء الآخرين أنه لا يوجد تفاعل متسلسل في البروتكتينيوم-231.

## البروتكتينيوم تاريخيا
البروتكتينيوم تم اكتشافه في عام 1913, عندما واجه كل من كايسيمر فاجان وأو إتش جورنج نظير قصير العمر 234m-Pa, وله فترة عمر نصف 1.17 دقيقة، خلال دراستهم لسلسة إضمحلال 238-U. وأعطوا العنصر الجديد الاسم بريفيوم (تعنى كلمة بريفس باللاتينية القصير أو المختصر), وتم تغييير الاسم إلى بروتكتينيوم في عام 1918 عندما قامت مجموعتان من العلماء في مكانين متفرقين أوتو هان وليز مايتنر في ألمانيا, وفريدريك سودى وجون كرانستون في المملكة المتحدة باكتشاف 231-Pa وتم تسميته «بروتكتينيوم» في عام 1949.
وقام أرستيد في جروس بتحضير 2 مللى جرام من Pa2O5 في عام 1927, ثم قام بعد ذلك بفصل البروتكتينيوم لأو ل مرة في عام 1934 من 0.1 مللى جرام من Pa2O5, بتحويل الأكسيد أولا إلى يوديد ثم بتكسيره في شفط عالى بخيوط مسخنة كهربيا بالتفاعل: 2PaI5 → 2Pa + 5I2.
وفى عام 1961, تم إنتاج 125 جرام من البروتكتينيوم بنسبة نقاء 99.9% بواسطة مجتمع الطاقة الذرية الإنجليزي، ونتج عن ذلك 60 طن من المخلفات في 12 مرحلة بتكلفة وصلت إلى 500,000 دولار أمريكي، وكان هذا هو المصدر الوحيد للعنصر لعدة سنوات لاحقة، وتم بيع الجرام الواحد منه بقيمة تصل إلى 2,800 دولار أمريكي.

## الدور الحيوي
لا يوجد أي دور حيوي للبروتكتينيوم.

## التواجد في الطبيعة
يتواجد البروتكتينيوم في اليورانينايت بنسبة جزء في المليون 231Pa إلى 10 في الركاز، ويحتوى ركاز الزاير على 3 جزء في المليون 3 ppm.

## المركبات
تتضمن مركبات البروتكتينيوم المعروفة:
- الفلوريدات PaF4
  - PaF4
  - PaF5
- الكلوريدات
  - PaCl4
  - PaCl5
- البروميدات
  - PaBr4
  - PaBr5
- اليودات
  - PaI3
  - PaI4
  - PaI5
- الأكسيدات
  - PaO
  - PaO2
  - Pa2O5

## النظائر
تم اكتشاف 29 نظير مشع للبروتكتينيوم، وأكثرهم ثباتا 231-Pa وله فترة عمر نصف 32760 سنة, 233-Pa وله فترة عمر نصف 26.967 يوم, 230-Pa وله فترة عمر نصف 17.4 يوم. وكل النظائر المشعة الأخرى لها عمر نصف أقل من 1.6 يوم، ومعظم هذه النظائر تكون أقل من 1.8 ثانية. ولهذا العنصر حالتان تحول, 217m-Pa وله عمر نصف يبلغ 1.15 مللى ثانية, و234m-Pa وله عمر نصف يبلغ 1.17 دقيقة.
ونظام الإضمحلال الأساسي قبل أكثر النظائر استقرارا 231-Pa ينتج منه إضمحلال ألفا وبعده إضمحلال بيتا. بينما يكون ناتج الإضمحلال قبل 231-Pa نظائر عنصر الأكتينيوم والنظائر الأولية بعده هو نظائر عنصر اليورانيوم.

## الاحتياطات
البروتكتينيوم سام وعالى الإشعاع. ويتطلب التعامل معه احتياطات مقل المتبعة في التعامل مع البلوتونيوم.

## وصلات خارجية
- العناصر على الشبكة- بروتكتينيوم
- إنه أساسي- البروتكتينيوم
- صائد المعلومات